# Thomas Aubert (navigateur)
Pour les articles homonymes, voir Aubert et Thomas Aubert.
Thomas Aubert, originaire de Rouen, est un navigateur de Dieppe et l'un des premiers explorateurs français du Nouveau Monde. Il est l'époux de Jeanne Bran.

## Historique
En 1508, probablement en compagnie de Giovanni da Verrazano, il embarqua en qualité de capitaine pour la côte d'Amérique sur un vaisseau nommé La Pensée, équipé par l'armateur Jean Ango Père. Il explora, vraisemblablement lors d'une expédition de pêche, la région de Terre-Neuve et l'embouchure du Saint-Laurent dans le Canada actuel.
La partie Est de l'île de Terre-Neuve avait déjà été découverte quelques années auparavant par des marins  normands, dont les dieppois, et bretons qui y pêchaient depuis la morue. Ce secteur avait aussi été visité en 1506 par le pilote Jehan Denis qui en avait dressé une carte.
Après avoir capturé 7 autochtones, Thomas Aubert revint à Dieppe persuadé d’être le premier à avoir découvert un passage vers l’Asie (rêve de tout explorateur de l'époque).
À son retour, en 1509, il débarqua en Normandie avec à son bord les 7 Amérindiens de la tribu des Micmacs habillés de leurs vêtements traditionnels, transportant avec eux leurs armes et leurs canoës et dont l'imprimeur Estienne nous a laissé une description en latin. Présentés à Rouen en 1512, ils furent baptisés et suscitèrent auprès de la population et de la part de l'Église un vif intérêt. De même, Thomas Aubert rapporta que les régions explorées pouvaient fournir de riches pelleteries, que les mers voisines abondaient en morue et que la pêche de ce poisson serait un élément inépuisable de richesse par les bénéfices qu'elle procurerait.
Dès lors, Louis XII puis François Ier commencèrent à mandater des navigateurs pour conquérir de nouveaux territoires. Ils envoyèrent des colons vers le nouveau monde dans le but de faire de ces découvertes leur propriété légitime. En réalité, cette politique de colonisation était motivée plus pour des raisons économiques que de légitimation.

## Hommages
- Dans le golfe Saint-Laurent, une île des Îles de la Madeleine fut nommée en son honneur, l'Île du Havre Aubert[3].
- Une rue de Montréal porte son nom.